# 五十嵐信斎
五十嵐 信斎（いがらし しんさい、生没年不詳）は、室町時代の漆芸家。蒔絵師であり五十嵐派の祖。
足利義政に仕え、東山御物、または時代物といわれる諸調度品に蒔絵を施した。その子甫斎は父の跡を継ぎ、また甫斎の子道甫は前田利家に遇せられ利家の領地加賀にてその技術を継承させた。